# 天奴·哥斯達
艾拔圖·法昆多·哥斯達（西班牙語：Alberto Facundo Costa，1985年1月9日—），又稱天奴·哥斯達（Tino Costa），是阿根廷足球運動員，司職正中場，現時效力俄羅斯足球超級聯賽勁旅莫斯科斯巴达克。

## 外部連結
- 華倫西亞官方檔案 （英文）
- BDFutbol檔案 （页面存档备份，存于） （英文）
- Costa – 法國職業足球聯賽数据 – 支持法语（已存档） （法文）
- Transfermarkt檔案 （页面存档备份，存于） （英文）
- Ciberche檔案 （页面存档备份，存于） （西班牙文）